# Organização para a Segurança e Cooperação na Europa
A Organização para a Segurança e Cooperação na Europa (OSCE) é uma organização de países do Ocidente voltada para a promoção da democracia, direitos humanos e liberdade de imprensa na Europa. A OSCE teve origem na CSCE (Conferência sobre a Segurança e a Cooperação na Europa), realizada em Helsinque em 1975. Atualmente, é formada por 57 países membros, todos da Europa (incluindo a Federação Russa e todos os países da União Europeia), da Ásia Central e da América do Norte (Canadá e Estados Unidos). É reconhecida como organismo regional conforme o Capítulo VIII da Carta das Nações Unidas. 
A Presidência rotativa atual (2011) é exercida pela Lituânia. No ano de 2005 foi pela Eslovénia. Em 2006, pela Bélgica. Em 2007, pela Espanha. E em 2008, pela Finlândia.

## Instituições
As instituições da OSCE são:
- a Cúpula de Chefes de Estado e de Governo (cuja periodicidade é arbitrária);
- o Conselho Ministerial (que reúne uma vez por ano os Ministros das Relações Exteriores dos países membros no país que exercer a Presidência rotativa);
- o Conselho Permanente (que reúne semanalmente os Embaixadores Representantes Permanentes dos países membros em Viena e é o principal órgão decisório e de consulta política da OSCE);
- a Assembleia Parlamentar (integrada por mais de 300 parlamentares de todos os países membros da OSCE, e cujo principal período anual de sessões acontece no mês de julho);
- o Fórum de Cooperação em matéria de Segurança (que se ocupa do controle de armamentos e das medidas destinadas a fomentar a confiança mútua e a segurança);
- a Presidência da OSCE, exercida anualmente por um país membro. Dela dependem diretamente:
  - o Representante Especial da Presidência em Exercício para a Luta contra o Tráfico de Seres Humanos;
  - o Representante Pessoal para o Conflito relacionado com a Conferência de Minsk;
  - o Representante para a Liberdade dos Meios de Comunicação;
  - o Alto Comissariado para as Minorias Nacionais; e
  - o Escritório para as Instituições Democráticas e os Direitos Humanos.
- o Secretário-Geral da OSCE (cargo atualmente exercido pelo diplomata francês Marc Perrin de Brichambaut), do qual dependem as seguintes unidades: Unidade de Ação contra o Terrorismo (UAT); Centro de Prevenção de Conflitos (CPC); Cooperação Externa; Gabinete do Coordenador para as Atividades Econômicas e Ambientais da OSCE; Unidade para Assuntos Estratégicos de Polícia; e uma Se(c)ção de Formação.

Assim mesmo, deve-se levar em conta que os Estados participantes podem recorrer ao Tribunal de Conciliação e Arbitragem da OSCE.

## Atividades

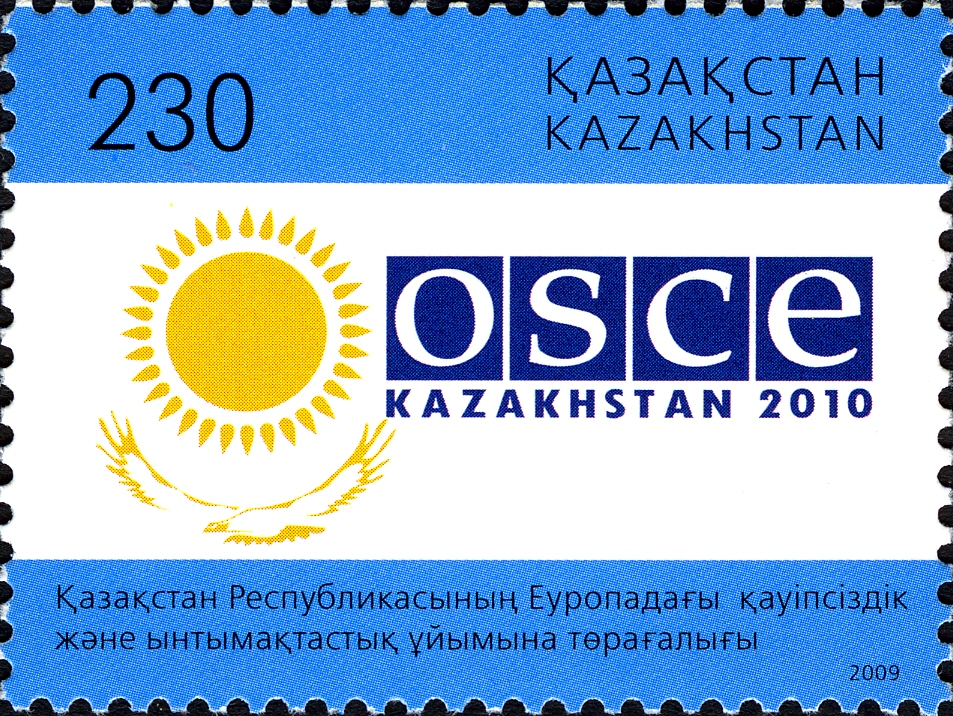
Selo cazaque em homenagem à Reuniões do Conselho Ministerial da OSCE de 2010 ocorrida no país

A OSCE desenvolve suas atividades e adota suas decisões pela regra do consenso. Suas obrigações e compromissos são de caráter político. Ambos rasgos conferem a esta Organização seu caráter específico, ao se tratar da Organização de caráter regional mais importante depois das Nações Unidas. Suas relações com as outras organizações e instituições internacionais se desenvolvem sobre a base do espírito de cooperação e coordenação, tratando de não duplicar os cometidos respectivos. As organizações com as quais a OSCE mantém relações de cooperação são, principalmente, a ONU e seus organismos vinculados, a União Europeia, a OTAN, a CEI, e o Conselho da Europa.
Por outro lado, dentro da OSCE se enquadram os países Associados para a Cooperação (Afeganistão, Japão, República da Coreia e Tailândia), bem como os Associados Mediterrâneos para a Cooperação (Argélia, Egito, Israel, Jordânia, Marrocos e Tunísia).
A OSCE se ocupa de uma rede de missões de campo, divididas por seu espaço geográfico, que têm como missão facilitar a resolução dos conflitos existentes ou pendentes de solução nos que se veem implicados alguns Estados participantes. As missões da OSCE se dividem dentro do Sudeste da Europa (Kosovo, Bósnia e Herzegovina, Croácia, Sérvia, Albânia, Macedónia do Norte); Leste Europeu (Moldávia, Bielorrússia, Ucrânia); Cáucaso (Geórgia, Azerbaijão, Armênia); e Ásia Central (Cazaquistão, Turcomenistão, Quirguistão, Tajiquistão, Uzbequistão).
Os debates e as deliberações destinadas à adoção de decisões têm por objetivo melhorar, criar e fazer um acompanhamento do acervo político da OSCE em suas três dimensões: político-militar; humana; e econômica-ambiental. Estas três dimensões respondem ao enfoque amplo que a OSCE outorga à segurança, definindo-a como instrumento primário de alerta preventivo, prevenção de conflitos, administração de crises e reabilitação pós-conflitos em sua zona. Mesmo assim, os 57 países membros gozam de igualdade sobre a base de um enfoque cooperativo no desenvolvimento de suas funções como organização regional para a segurança e a cooperação em todo o seu espaço geográfico.

## Estados-membros

Países membros da OSCE

Albânia, Andorra, Armênia, Áustria, Azerbaidjão, Bielorrússia, Bélgica, Bósnia e Herzegovina, Bulgária, Canadá, Croácia, Chipre, República Tcheca, Dinamarca, Estônia, Finlândia, França, Geórgia, Alemanha, Grécia, Hungria, Islândia, Irlanda, Itália Cazaquistão, Quirguistão, Letônia, Liechtenstein, Lituânia, Luxemburgo, Macedónia do Norte, Malta, Moldávia, Mônaco, Montenegro, Mongólia, Holanda, Noruega, Polônia, Portugal, Romênia, Rússia, São Marino, Sérvia, Espanha, Eslováquia, Eslovênia, Suécia, Suíça, Tajiquistão, Turquia, Turcomenistão, Ucrânia, Reino Unido, Estados Unidos, Uzbequistão e Vaticano.